# Dziewczynka z zapałkami

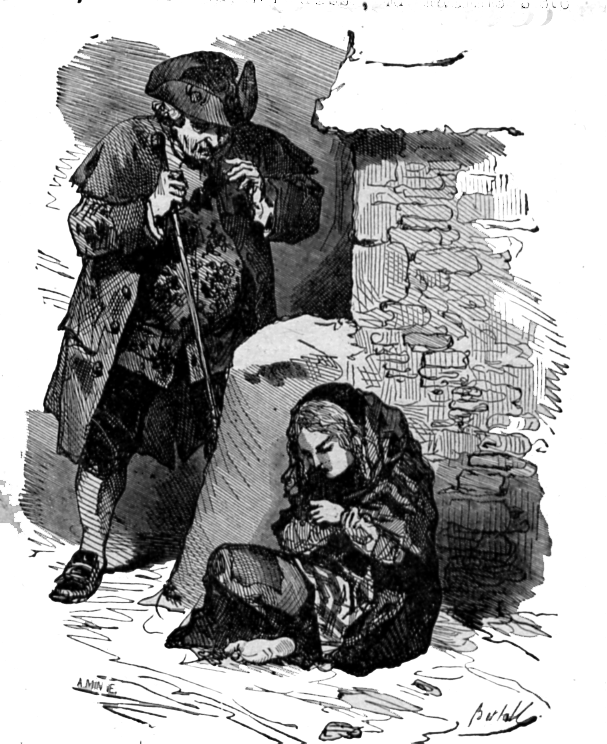
Dziewczynki z zapałkami, ilustracja autorstwa Bertalla (II poł. XIX w.)

Dziewczynka z zapałkami (duń. Den Lille Pige med Svovlstikkerne) – jedna z najbardziej znanych baśni Hansa Christiana Andersena. Została napisana prozą i wydana po raz pierwszy w 1845 r. Stanowi inspirację dla wielu twórców filmów fabularnych, animowanych, musicali, kompozytorów a także dla poetów i pisarzy. Zawarte w niej wartości wychowawcze są ponadczasowe.

## Fabuła
W mroźny wieczór, ostatni dzień mijającego roku, mała dziewczynka wędruje boso ulicami miasta, nadaremno próbując sprzedać zapałki. Żaden z przechodniów nie jest zainteresowany zmarzniętym i głodnym dzieckiem, każdy w natłoku ostatnich przygotowań do świętowania z rodzinami w pośpiechu udaje się do domu. Zrezygnowana i zniechęcona dalszą pracą, znajduje cichy kąt pomiędzy dwoma domami, gdzie siada, aby rozgrzać zziębnięte nogi. Rozmarzona myślą poczucia ciepła, rozpala kolejno po sobie cztery zapałki. Każda z nich jest symbolem jej pragnień, które przez kilka sekund widzi własnymi oczami. Jako pierwszy ukazuje się żelazny piec, przy którym mogłaby ogrzać zziębnięte skostniałe dłonie, następnie pieczona gęś, którą najadłaby się do syta, jak nigdy wcześniej w swoim życiu. Kolejno pojawia się choinka, oświetlona świeczkami, które ją ogrzewały. Zapałka zgasła, a kilka iskierek uniosło się w górę, ku niebu. Jedna z nich zaczęła spadać niczym gwiazda. Dziewczynka przypomniała sobie, jak jej babcia opowiadała, że to znak zapowiadający nadejście śmierci. Dziewczynka zapala następną zapałkę i pojawia się jej ukochana babcia. Bojąc się, że zniknie, od razu zapala całą paczkę zapałek. Razem unoszą się do miejsca, gdzie nie ma głodu i zimna, przed tron Boga .

## Geneza i przesłanie
Baśń została napisana w listopadzie na zamku Gråsten podczas podróży jaką odbył Andersen w 1845 r. Została wydana po raz pierwszy w grudniu 1845 r. w duńskim kalendarzu na rok 1846 (duń. Dansk Folkekalender for 1846) z ilustracjami J.Th. Lundbye. Należy do kategorii baśni Andersena zawierających motywy religijne. Zawiera wartości poznawcze i wychowawcze, które dzieci poznają na wczesnym etapie życia. Wiele pomysłów do swej twórczości Andersen zaczerpnął z motywów ludowych, zapamiętanych z dzieciństwa, kiedy baśnie opowiadała mu babka, matka ojca. Ona pierwsza rozbudziła wrażliwość i wyobraźnię przyszłego pisarza, dlatego też postać dobrotliwej, mądrej kochającej babki przywoływał w swoich baśniach m.in. w Dziewczynce z zapałkami i Królowej Śniegu.

## Inspiracje
Artyzm baśni, a także wartości wychowawcze Andersena, doceniany jest przez historyków i krytyków literatury, pedagogów, psychologów, rodziców, a przede wszystkim dziecięcych odbiorców i czytelników. Baśnie inspirowały wielu współczesnych polskich poetów, m.in. Jana Twardowskiego, Wandę Chotomską, Joannę Kulmową i Emilię Waśniowską. W swoich utworach, będących hołdem dla Andersena, często pojawia się motyw dziewczynki z zapałkami.

Święta dziewczynko z zapałkami

chroń nas przed staruchami

co płaczą że wszędzie zło

martwią się, że nas okłamują

nie mówiąc nam o tym.

Dziewczynce z zapałkami

ogrzej zmarznięte dłonie.

Daj jej, Boże, dom ciepły,

w którym kominek płonie.

## Adaptacje filmowe
- Dziewczynka z zapałkami – brytyjski film z 1902 r.; reż. James Williamson[9]
- Dziewczynka z zapałkami – brytyjski film z 1914 r.; reż. Percy Nash[10]
- Dziewczynka z zapałkami – francuski film z 1928 r.; reż. Jean Renoir[11]
- Dziewczynka z zapałkami – duński film z 1953 r.; reż. Johan Jacobsen[12]
- Dziewczynka z zapałkami – amerykański film z 1987 r.; reż. Michael Lindsay-Hogg[13]
- Skarbczyk najpiękniejszych bajek (Dziewczynka z zapałkami – odcinek 5) – japoński serial animowany z 1995 r.
- Dziewczynka z zapałkami – amerykański film animowany z 2006 r., produkcji Walt Disney Pictures; reż. Roger Allers[14]
- Dziewczynka z zapałkami – niemiecki film z 2013 r.; reż. Uwe Janson[15]

## Adaptacje muzyczne
- W 1897 r. August Enna stworzył operę Das Mädchen mit den Schwefelhölzern, w stylu dramatu muzycznego Richarda Wagnera. 100 lat później, w 1997 r. Narodowy Teatr Muzyczny im. Helmuta Lachenmanna w Hamburgu wystawił sztukę operową o tej samej nazwie[2].
- W 2006 r. brytyjska grupa muzyczna The Tiger Lillies wydała album The Little Matchgirl[2].
- W 2009 r. w Eisenhand Theater, w Linzu, została wystawiona nowoczesna opera Matchgirl Opera, w której wykorzystano m.in. muzykę z albumu grupy The Tiger Lillies[2].
- W 2010 r. amerykański kompozytor Gordon Getty skomponował utwór The Little Matchgirl na chór i orkiestrę, bazując na baśni Andersena[16].
- W 2013 r. szwedzcy muzycy Anna von Hausswolff i Mati Bye skomponowali album z muzyką filmową i muzyką pop pod roboczym tytułem Hydra's Dream, bazując na baśniach Andersena. Płyta została wydana w marcu 2014 r.[17]

## Galeria

Ilustracje baśni Dziewczynka z zapałkami
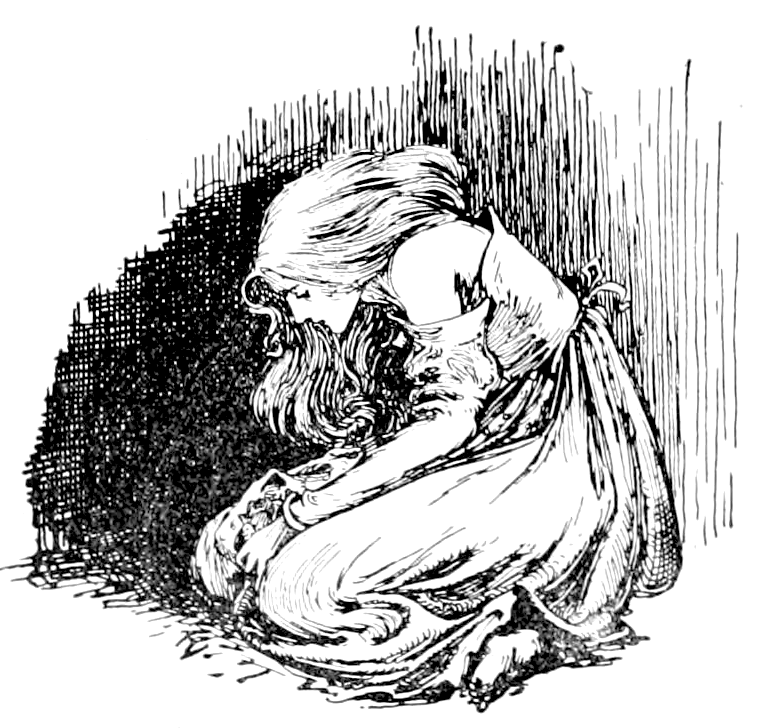
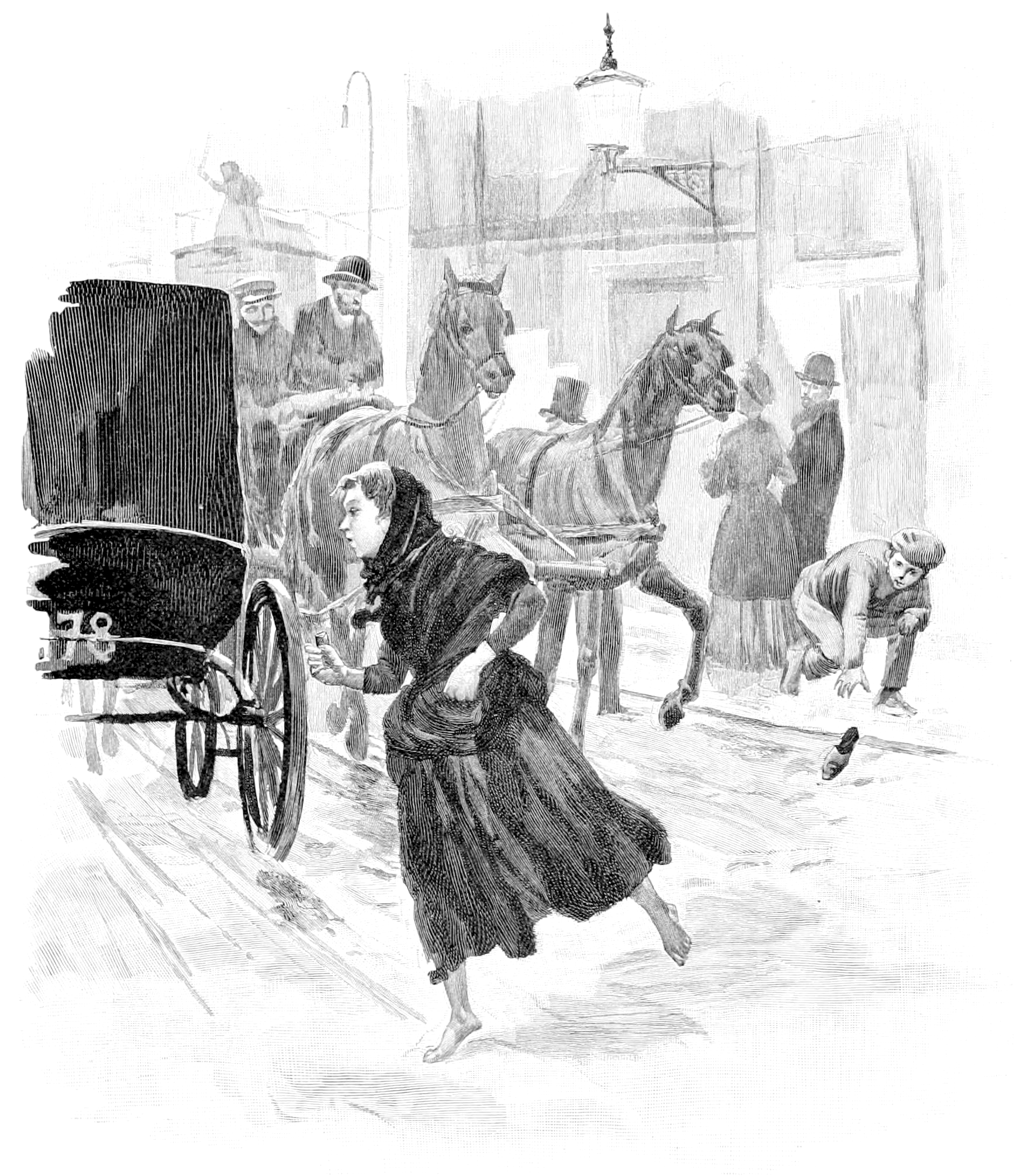
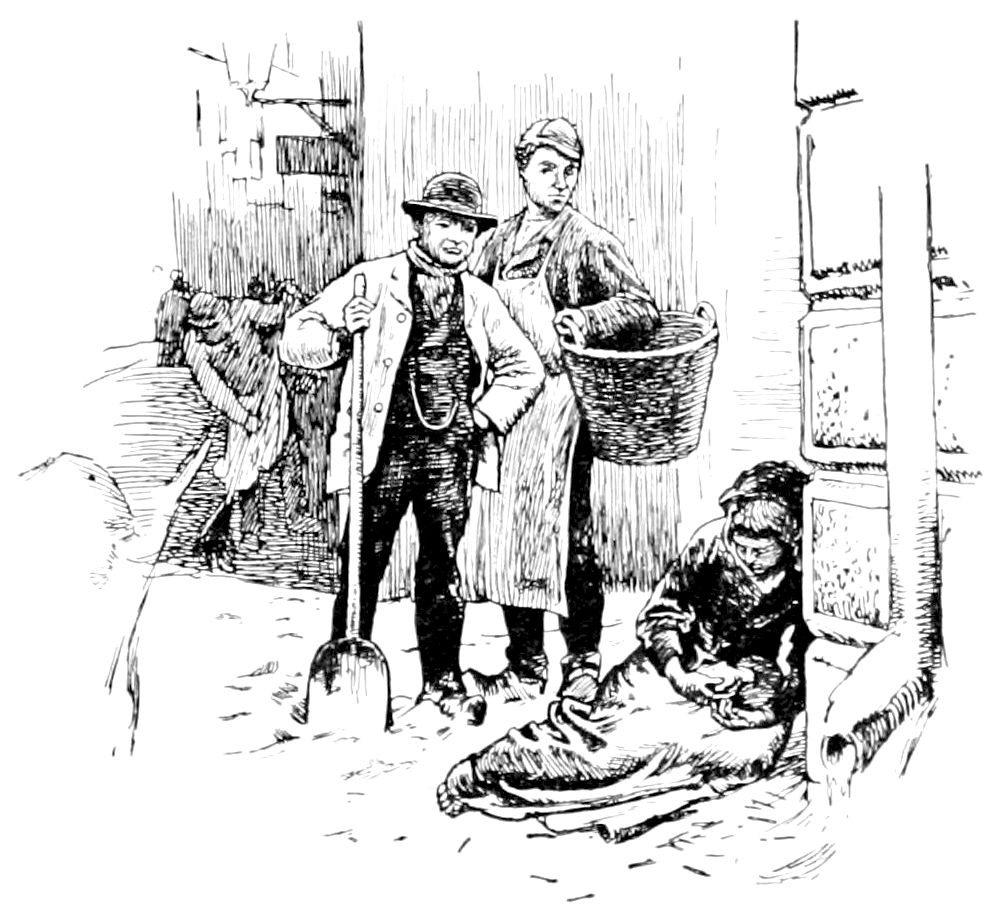
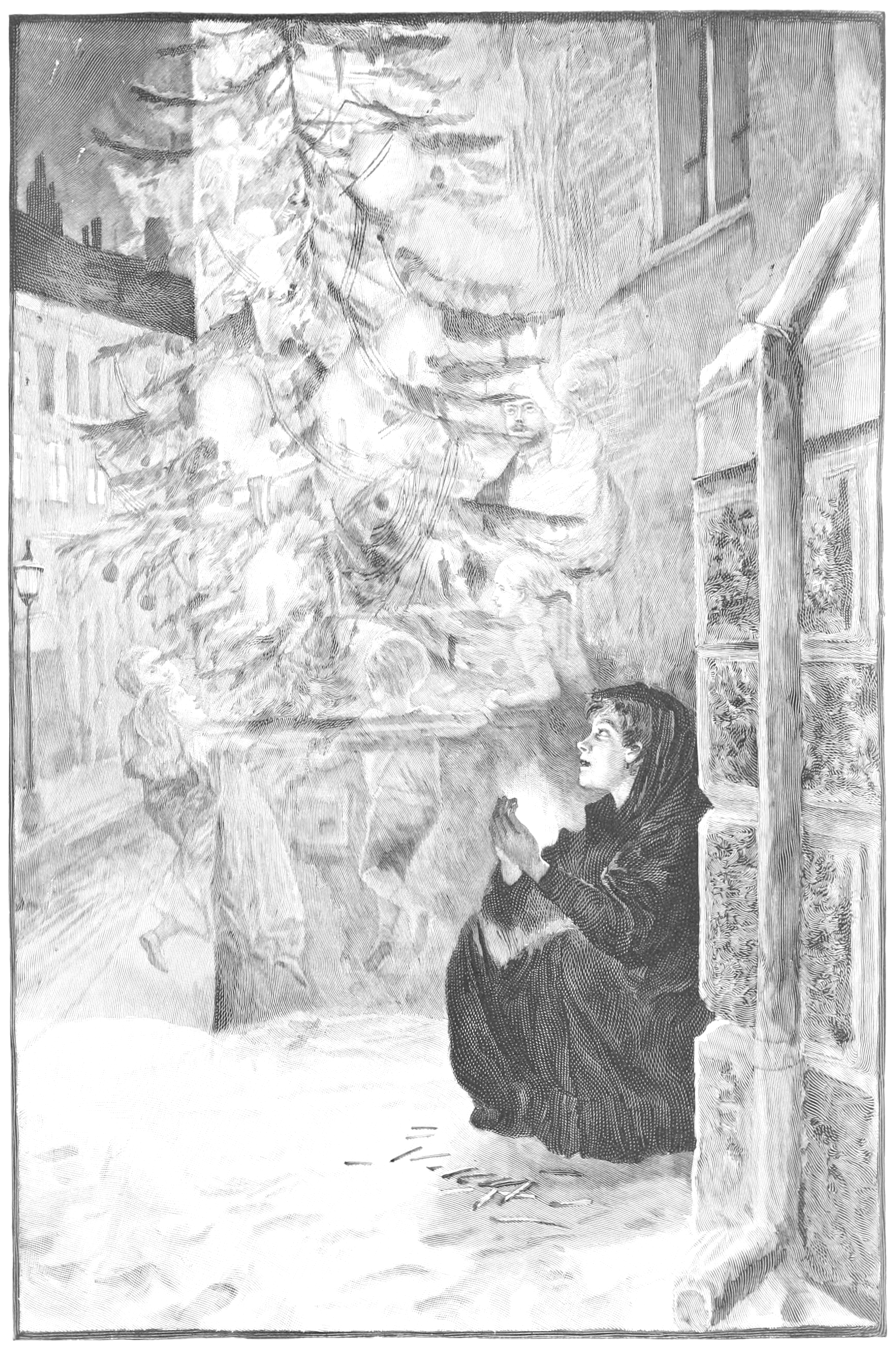
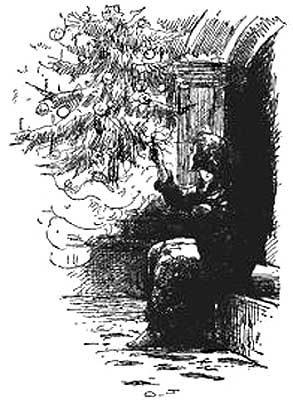